# 3. Międzynarodowy Festiwal Filmowy w Cannes
3. Międzynarodowy Festiwal Filmowy w Cannes odbył się w dniach 2–17 września 1949 roku. Imprezę otworzył pokaz francuskiego filmu Polewacz polany (1895) w reżyserii Louisa Lumière'a, pierwszej komedii w historii kina.
Jury pod przewodnictwem francuskiego historyka Georges'a Huismana przyznało nagrodę główną festiwalu, Grand Prix, brytyjskiemu filmowi Trzeci człowiek w reżyserii Carola Reeda.

## Jury Konkursu Głównego
- Georges Huisman, francuski historyk − przewodniczący jury[3]
- Jules Romains, francuski pisarz - honorowy przewodniczący jury
- Jean Benoit-Lévy, francuski reżyser - członek zastępczy
- Suzanne Bidault-Borel, francuska dyplomatka
- Georges Charensol, francuski krytyk filmowy
- Paul Colin, francuski autor plakatów
- Roger Désormière, francuski dyrygent
- Guy Desson, francuski polityk - członek zastępczy
- Jean-Pierre Frogerais, francuski producent filmowy
- Étienne Gilson, francuska filozofka
- Paul Gosset, francuski pisarz
- René Jeanne, francuski krytyk filmowy
- Alexandre Kamenka, francuski producent filmowy - członek zastępczy
- Georges Raguis, przedstawiciel związków zawodowych
- Carlo Rim, francuski reżyser
- Paul Verneyras, francuski polityk - członek zastępczy
- Paul Weill, francuski krytyk filmowy - członek zastępczy